# NGC 3489
NGC 3489 este o galaxie lenticulară situată în constelația Leul. A fost descoperită în 8 aprilie 1784 de către William Herschel. Se află la o distanță de 11,86 megaparseci de Pământ.